# Das Land des Lächelns (1930)
Das Land des Lächelns ist ein deutscher Spielfilm aus dem Jahr 1930 von Max Reichmann mit Startenor Richard Tauber, der auch als Produzent fungierte, in der Hauptrolle. Die Geschichte basiert auf der gleichnamigen romantischen Operette von Ludwig Herzer, Fritz Löhner-Beda (Libretto) und Franz Lehár (Musik).

## Handlung
In einem Schloss hat der Hausherr nicht von ungefähr zu Ehren der anstehenden Vermählung seiner Tochter mit einem „exotischen Fürsten“, einem japanischen Diplomaten, die Lehár-Operette „Das Land des Lächelns“ zur Aufführung ausgewählt. Es soll eine Metapher auf das sein, was sie erwarten könnte. Die bekannte Handlung der Lehár-Operette um eine tragisch verlaufende Ehe zwischen einem chinesischen Prinzen namens Sou Chong und einer jungen Österreicherin zeigt Parallelen zu der anstehenden, realen Verbindung der Schlossherren-Tochter, die sich von ihrem heimischen Verehrer Gustl ab- und ihrem Zukünftigen aus Fernost zugewandt hat. Bald werden beide Handlungsstränge ineinander verwoben, die Operette spiegelt die Realität.
Prinz Sou Chong hat sich von seiner Europareise eine Frau mitgebracht. Er verbirgt die junge Frau in einem Pavillon im Park, da er fürchtet, seine traditionell eingestellte Familie könne seiner Frau mit Gehässigkeit begegnen. Er weiht lediglich seine Schwester Mi in sein Geheimnis ein, die sich auch alsbald mit der Fremden anfreundet. Als Sou-Chongs Onkel Tschang seinem Neffen nahelegt, sich aus den vornehmsten Familien des Landes vier Frauen auszuwählen, weigert sich der junge Prinz zwar zunächst, muss dann aber eingestehen, dass er bereits verheiratet ist. Sein Onkel dringt jedoch weiter in ihn und so folgt Sou-Chong letztendlich doch den alten Gesetzen seines Landes. Als seine Frau Liesl davon erfährt, ist sie sehr unglücklich. Dann jedoch taucht überraschend ihr Vetter und Verehrer aus ihrer Heimat auf und spendet ihr Trost. Sie verabreden sodann eine gemeinsame Flucht. Der Plan misslingt jedoch. Allerdings hat Sou-Chong inzwischen eingesehen, dass seine Frau unter den gegebenen Umständen niemals glücklich sein wird und gibt sie frei. Seine Trauer verbirgt er.
Liesa erkennt sich als Mitteleuropäerin in der traurigen Frau aus der Operette wieder, und sie beginnt ihre anstehende Verbindung zu hinterfragen: Sitten und Gebräuche sowie Lebensgewohnheiten, denen sich die Österreicherin im Singstück in der ostasiatischen Fremde zu unterwerfen hat, machen die Heldin unglücklich. Das Paar scheitert an der Unvereinbarkeit der kulturellen Verschiedenartigkeit. Und so entfliehen in der Operette Gustl und die Frau des Prinzen dem chinesischen Prunk, um nach Europa heimzukehren. Auch Liesa besinnt sich eines Besseren und entscheidet sich, den Antrag des treuen Gustl anzunehmen, anstatt in der Fremde trotz allen Wohlstands unglücklich zu werden.

## Produktion

### Produktionsnotizen
Die Dreharbeiten zu Das Land des Lächelns begannen am 7. August 1930 und endeten am 6. September desselben Jahres.
Erik Lund übernahm die Produktionsleitung, Hans Jacoby entwarf die Filmbauten. Erich Lange sorgte für den Ton. Paul Dessau übernahm die musikalische Leitung.
Der einstige Star des frühen deutschen Stummfilms, Bruno Kastner, drehte mit Das Land des Lächelns einen seiner insgesamt nur zwei Tonfilme, die beide 1930 entstanden. Lehárs Werk basiert auf seiner eigenen Operette Die gelbe Jacke von 1923, zu der Victor Léon das Libretto schrieb. Die gelbe Jacke ist (in der Operette) eine hohe chinesische Auszeichnung. Im Gegensatz zu dieser Fassung endete die frühere Fassung mit einem Happy End, da der Prinz seine verbrieften Ansprüche ablehnt und mit seiner österreichischen Frau glücklich wird.

### Musik

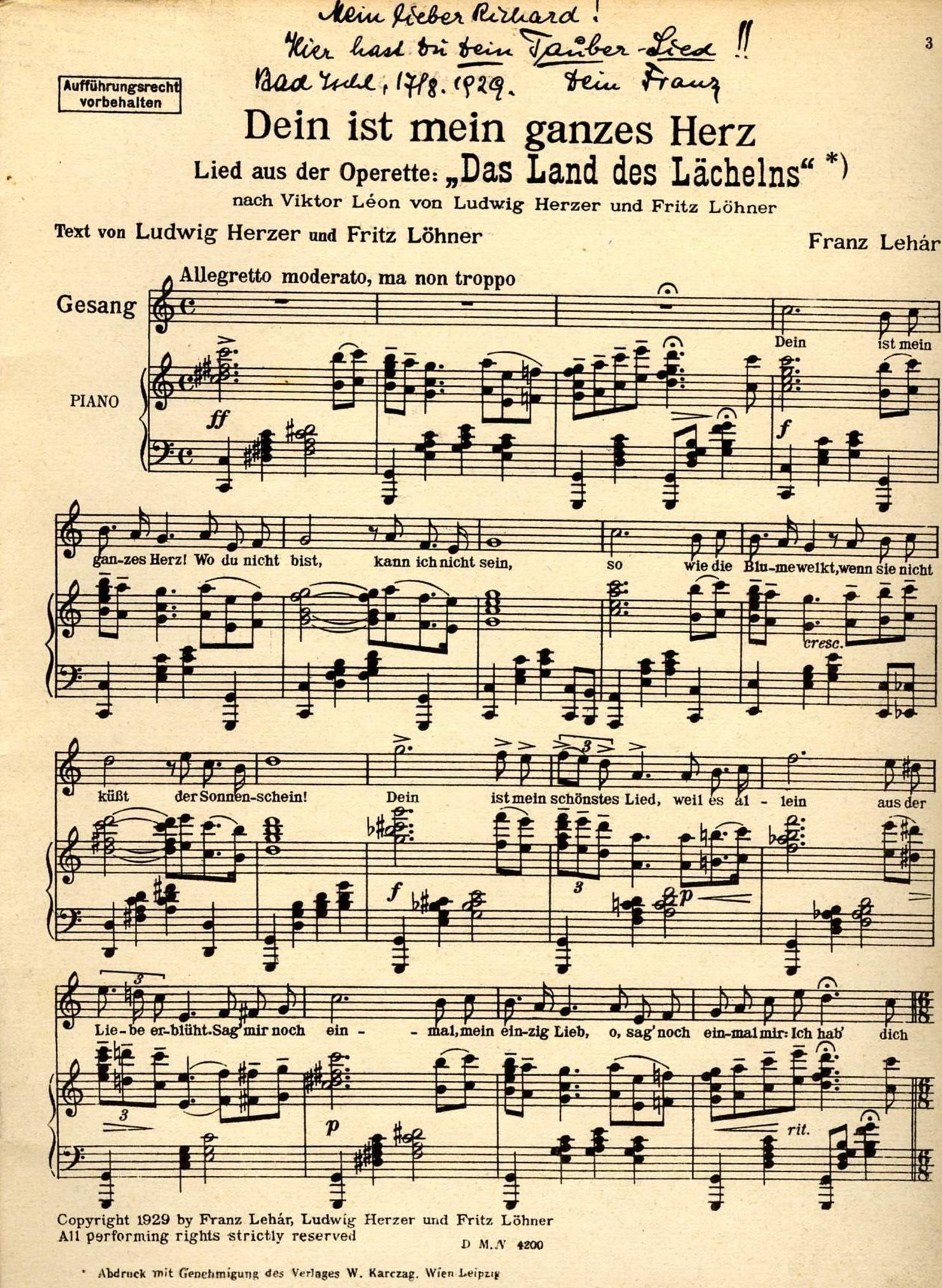
Arienpartitur mit der Inschrift des Komponisten an Richard Tauber, August 1929

Folgende Musiktitel sind im Film zu hören, deren Musik von Franz Lehar stammt, die Texte stammen von Victor Léon, Ludwig Herzer und Fritz Löhner:
- Bei einem Tee en deux
- Dein ist mein ganzes Herz
- Immer nur lächeln
- Liebes Schwesterlein
- Meine Liebe, Deine Liebe
- Von Apfelblüten einen Kranz
- Wer hat die Liebe uns ins Herz gesenkt?
- Ich möcht’ wieder einmal die Heimat seh’n
- Freunderl, mach dir nix d’raus'!

Diese Lieder erschienen im Musikverlag W. Karczag-Verlag, Hubert Marischka-Karczag Wien-Leipzig-New York.

### Veröffentlichung
Die Uraufführung des Films erfolgte am 8. November 1930 in einer Nachtvorstellung des Wiener Apollo-Theaters. Die Berliner Premiere war, je nach Quelle, am 17. oder am 27. November 1930 im Capitol-Theater.
Im Januar 1931 wurde der Film in Ungarn und in Dänemark veröffentlicht, im Februar desselben Jahres in Bulgarien, im März in der Türkei und im Oktober in Finnland. Im Januar 1932 erfolgte eine Veröffentlichung in Madrid und im April 1932 in Barcelona. In Portugal war der Film ebenfalls erstmals im April 1932 zu sehen. Veröffentlicht wurde der Film zudem in Frankreich, Griechenland, Slowenien und in Schweden. Der englische Titel lautet The Land of Smiles.

## Kritiken
In Wiens Wiener Zeitung heißt es: „Wenn etwas bewiesen werden sollte, so die unsterbliche, unersetzbare Wirkung des Unmittelbarkeit; just hart nebeneinandergestellt: hier die lebendige Wirkung des Theaters, dort die mechanisierte Konserve, ergab sich einwandfrei ein Sieg für das Theater. Selbstverständlich ist der Film geschmackvoll und mit großen Mitteln aufgemacht. Japan wird, so gut es geht, vorgetäuscht, also bildet der Film eine Sehens- und, noch richtiger, eine Hörenswürdigkeit.“
Die Österreichische Film-Zeitung schrieb: „Der Film zeichnet sich durch eine prächtige, geschmackvolle Ausstattung aus und gewinnt vor allem durch die Mitwirkung Richard Taubers in ganz besonderem Maße an künstlerischer Bedeutung. Taubers Stimme kommt auch hier wundervoll zur Geltung.“
Der Autor und Kritiker Karlheinz Wendtland stellte fest, dass die Operette „gerade ein Jahr alt“ gewesen sei, als der Film gedreht worden sei. „Der ernste Schluß“ habe „ihr zu einem ungeheuren Erfolg“ verholfen, „sowohl auf der Bühne als auch im Film“. Kaum eine andere Operette habe „so viele Erfolgstitel zu bieten“. Fast alle seien Evergreens geworden. Wendtland verwies auf den Film Kurier, in dem zu lesen gewesen sei: „Gerade so will ihn die Taubergemeinde. Als China-Heiligen, in der Fibelsprache der Operette. Feierleich hergesagt. Mit Pausen zum Nachdenken. Man sieht ihn auch auf dem letzten Kinoplatz gut: Nahe, langsam, hört ihn deutlich, laut und leise. Den großen Kammersänger für eine Kinomark. So erklärt sich der Erfolg.“ Schon am 18. November 1930 habe der Kurier vermeldet: „Überall Rekordeinnahmen!“

„Taubers Stimme ist durch den Tonfilm ‚Das Land des Lächelns‘ unverlierbar geworden.“